# Stathmopoda amphizeuctis
Stathmopoda amphizeuctis is een vlinder uit de familie Stathmopodidae. De wetenschappelijke naam van de soort is voor het eerst geldig gepubliceerd in 1934 door Meyrick.